# Lópezite
La lópezite è un minerale.